# Marcel Grimal
Marcel Grimal, né le 22 mars 1901 à Réalmont (Tarn) et mort le 15 octobre 1991 à Castres (Tarn), est un homme politique français.

## Détail des fonctions et des mandats
Mandat parlementaire
- 8 décembre 1946 - 18 mai 1952 : Sénateur du Tarn.